# Chiến dịch Ba Gia
Chiến dịch Ba Gia diễn ra từ ngày 28 tháng 5 đến 20 tháng 7 năm 1965 trên địa bàn tỉnh Quảng Ngãi, là chiến dịch góp phần đẩy nhanh sự phá sản của chiến lược Chiến tranh đặc biệt trong Chiến tranh Việt Nam. Chiến dịch được tiến hành bởi lực lượng Quân khu 5 của Quân Giải phóng miền Nam (Quân Giải phóng, QGP) gồm trung đoàn 1 bộ binh, tiểu đoàn 45 độc lập bộ đội chủ lực và tiểu đoàn 48, tiểu đoàn 83 bộ đội địa phương tỉnh đội Quảng Ngãi nhằm vào lực lượng Quân khu 1 của Quân lực Việt Nam Cộng hòa (Quân lực VNCH, QLVNCH, VNCH) gồm trung đoàn 51 bộ binh, và lực lượng cơ động ứng cứu: Chiến đoàn B Thủy quân lục chiến (tiểu đoàn 1, tiểu đoàn 3) và Liên đoàn 1 Biệt động quân (tiểu đoàn 37, tiểu đoàn 39).
Giai đoạn 1 của chiến dịch từ tối 28/5 đến sáng 31/5 diễn ra trên địa bàn huyện Sơn Tịnh thường gọi là Chiến thắng Ba Gia, hay Trận Ba Gia.
Bằng nhiều phương pháp tác chiến như vây đồn diệt viện, phục kích, tập kích ... phối hợp theo một kế hoạch thống nhất, Quân Giải phóng đã chủ động điều động và diệt từng tiểu đoàn quân đối phương trong tiến công vận động. Đây được coi là trận chiến đấu có hiệu suất cao, lần đầu diệt gọn một chiến đoàn của Quân lực VNCH, đánh dấu sự trưởng thành quan trọng về tổ chức chỉ huy và vận dụng linh hoạt các phương pháp chiến đấu của Quân Giải phóng Miền Nam Việt Nam, là một trận đánh nổi tiếng trong Chiến tranh đặc biệt.

## Bối cảnh
Cuối năm 1964, đầu năm 1965, trước sức tấn công của Quân Giải phóng. Không lực Hoa Kỳ mở Chiến dịch Sấm Rền  nhằm cắt đứt các tuyến đường huyết mạch, ngăn chặn hậu phương miền Bắc chi viện cho chiến trường miền Nam.
Quân Giải phóng trên địa bàn Khu 5 đã làm chủ được nhiều vùng rộng lớn sau các đợt tiến công và nổi dậy, phong trào quần chúng phát triển mạnh mẽ thành cao trào ở đồng bằng. Quân lực VNCH co cụm và quay về phòng ngự ở các vùng xung yếu.
Trước thế trận có lợi, mùa hè năm 1965, Quân ủy Trung ương và Khu ủy Khu 5 mở “Chiến dịch Lê Độ”, tập trung vào Nam Tây Nguyên, Tây Gia Lai, Bắc Kon Tum, Bắc Quảng Ngãi, nhằm phá tan các ấp chiến lược, mở rộng vùng giải phóng. Trên chiến trường Bắc Quảng Ngãi, trọng điểm hoạt động ở đồng bằng, Quân Giải phóng mở chiến dịch Ba Gia, còn gọi là chiến dịch Tây Sơn Tịnh. Trong đó, Ba Gia là điểm then chốt.

## Mở màn
Cứ điểm Ba Gia nằm trên đồi Gò Cao (Tịnh Đông) liền kề phía tây thị tứ Ba Gia (xã Tịnh Bắc) án ngữ phía tây Sơn Tịnh, chốt chặn tuyến tỉnh lộ 5 (nay là Quốc lộ 24B) từ thị xã Quảng Ngãi qua Sơn Tịnh tới Sơn Hà. Đóng giữ cứ điểm này là tiểu đoàn 1 (thuộc trung đoàn 51) của Quân lực VNCH. Ngoài ra, QLVNCH còn bố trí tiểu đoàn 2 và 3 (thuộc trung đoàn 51) đứng chân tại thị xã Quảng Ngãi và Châu Ổ (huyện lỵ Bình Sơn); 2 tiểu đoàn biệt động quân 37 và 39 thuộc lực lượng cơ động sẵn sàng ứng cứu.
Về phía Quân Giải phóng, lực lượng tham gia chiến dịch ở giai đoạn 1 gồm chủ lực Quân khu 5 là Trung đoàn 1 bộ binh với ba Tiểu đoàn 40, 60, 90, được tăng cường tiểu đoàn 45 độc lập trợ chiến hỏa lực, phối hợp với lực lượng của tỉnh đội Quảng Ngãi gồm tiểu đoàn 48, 83 bộ đội địa phương và dân quân du kích các huyện.
Trung đoàn 1 bộ binh QGP đảm nhận hướng chủ yếu (hướng Tây Bắc): bắc sông Trà Khúc và tây Sơn Tịnh, do trung đoàn trưởng Lê Hữu Trữ  chỉ huy. Đêm 27/5/1965, trung đoàn 1 QGP hành quân từ Quảng Nam về Quảng Ngãi và ém quân vào nhà dân ở các vị trí tác chiến xung quanh đồn Ba Gia: tiểu đoàn 45 ở Tịnh Bình phía bắc, tiểu đoàn 40 và tiểu đoàn 60 ở Tịnh Sơn phía đông, tiểu đoàn 90 ở Tịnh Minh phía nam. Tiểu đoàn 90 điều một đại đội sang phục kích ở núi Khỉ (còn gọi là núi Chợ, núi Bìn Nin), Tịnh Sơn.
Tiểu đoàn 48 tỉnh đội đảm nhiệm hướng phối hợp (hướng Đông Bắc): đông Sơn Tịnh và Bình Sơn, ngăn không cho tiểu đoàn 3/51 QLVNCH cơ động từ Bình Sơn xuống phía nam ứng cứu giải tỏa.
Tiểu đoàn 83 tỉnh đội đảm nhiệm hướng thứ yếu (hướng Nam): nam Sông Vệ, tây Mộ Đức và Nghĩa Hành, cầm chân tiểu đoàn 37 BĐQ ở nam thị xã Quảng Ngãi, không cho cơ động lên phía bắc.

## Diễn biến
Khêu ngòi: Đêm 28/5, QGP dùng một trung đội bộ đội địa phương huyện Sơn Tịnh tập kích hai trung đội dân vệ đóng ở ấp chiến lược Diên Niên buộc đại đội dã ngoại VCNH thuộc tiểu đoàn 1/51 ở núi Tròn (xã Tịnh Sơn) phải xuống ứng cứu. Sáng sớm 29/5, đại đội dã ngoại VNCH đi ứng cứu lọt vào trận địa phục kích của đại đội 2/90 QGP ở núi Khỉ, phần lớn đội hình đi đầu bị tiêu diệt, số còn lại dựa vào địa hình chống trả và kêu cứu viện.
Đánh điểm: Đến 10 giờ sáng 29/5, phần lớn lực lượng còn lại của tiểu đoàn 1/51 VNCH từ Gò Cao kéo xuống tiếp viện, lọt vào trận địa phục kích của tiểu đoàn 90 QGP ở khu vực giữa Núi Tròn và Núi Khỉ, các mũi tấn công của QGP bất ngờ xuất kích đánh thẳng sau lưng đội hình VNCH. Bị tấn công bất ngờ, đội hình tiểu đoàn 1/51 hoàn toàn rối loạn, không thể phản kích hiệu quả và bị tiêu diệt sau 5 giờ chiến đấu, QGP diệt và làm bị thương 270 binh lính và sĩ quan (có 2 cố vấn Hoa Kỳ), bắt sống 217 tù binh VNCH (cả tiểu đoàn trưởng tiểu đoàn 1/51), thu 200 súng, 5 xe GMC, 1 xe Jeep.
Điều quân:
Được tin tiểu đoàn 1/51 bị tiêu diệt, đồn Gò Cao bị uy hiếp, chỉ huy quân đoàn 1 VNCH khẩn cấp tăng viện tiểu đoàn 39 biệt động quân của vùng 1 chiến thuật từ Đà Nẵng vào thị xã Quảng Ngãi, tiểu đoàn 3 thủy quân lục chiến thuộc lực lượng tổng trừ bị đang càn quét ở Đức Phổ, cùng tiểu đoàn bộ binh 2/51, thành lập một chiến đoàn từ thị xã Quảng Ngãi tiến lên Ba Gia, nhằm giải vây cho đồn Gò Cao.
Sáng 30/5/1965, xuất phát từ thị xã Quảng Ngãi, chiến đoàn này dùng 20 chiếc xe GMC và 12 xe bọc thép M113 chở quân theo tỉnh lộ 5 lên Tịnh Hà (huyện lỵ Sơn Tịnh). Đến ngã ba Lâm Lộc, chiến đoàn bỏ xe lại rồi chia thành hai cánh hành quân bộ. Cánh chủ yếu gồm tiểu đoàn 2/51 BB và tiểu đoàn 3 TQLC tiếp tục tiến theo trục tỉnh lộ 5 từ Sơn Tịnh đi Sơn Hà hướng tây tới Ba Gia. Cánh bọc sườn phía bắc là tiểu đoàn 39 BĐQ rẽ theo đường An Thuyết - Vĩnh Lộc - Vĩnh Khánh hướng tây bắc chiếm núi Chóp Nón (Tịnh Bình) hình thành thế bao vây phía sau đội hình QGP.
Phía Quân Giải phóng cũng sắp sẵn thế trận chủ động đón đánh chiến đoàn VNCH. Tiểu đoàn 40 và 60 bố trí phục kích hướng chủ yếu ở Phước Lộc. Tiểu đoàn 45 phục kích ở núi Chóp Nón hướng tiểu đoàn 39 BĐQ tiến quân. Tiểu đoàn 90 làm lực lượng dự bị chiến dịch, sẵn sàng cơ động đón lõng đánh địch.
Diệt viện:
Đến 14 giờ ngày 30/5, tiểu đoàn 39 BĐQ tiếp cận và chạm súng với tiểu đoàn 45 QGP tại núi Chóp Nón, bị tiêu diệt một bộ phận. Tiểu đoàn trưởng tiểu đoàn 39 BĐQ bị thương nặng, tiểu đoàn phó và cố vấn Hoa Kỳ chết tại trận. Phía QLVNCH dùng phi pháo bắn phá dữ dội vùng xung quanh để hỗ trợ tiểu đoàn 39 BĐQ chống trả, co cụm tại Chóp Nón. QGP chủ trương vây chặt, kìm chân địch tại chỗ, khẩn trương chuẩn bị ban đêm tiếp tục tấn công.
Trên hướng Phước Lộc, tiểu đoàn 3 TQLC và tiểu đoàn 2/51 QLVNCH đã tiếp cận ấp Phước Lộc và cao điểm 47 trên đồi Mả Tổ, nghe súng nổ phía Chóp Nón nên dừng lại, chiếm lĩnh địa hình có lợi, chuẩn bị đối phó với QGP. Không còn yếu tố bí mật nữa, lực lượng tấn công trên hướng chủ yếu của QGP nhanh chóng chuyển cách đánh từ "vận động phục kích" sang "vận động tấn công". Tiểu đoàn 60 QGP xuất kích tiêu diệt một bộ phận của tiểu đoàn 3 TQLC ở cao điểm 47, đồi Mả Tổ phía bắc ấp Phước Lộc, QGP và QLVNCH giành giật nhau cao điểm 47 quyết liệt. Tiểu đoàn 40 QGP chia làm nhiều mũi tấn công tiểu đoàn 2/51 VNCH ở ấp Phước Lộc, tiêu diệt nhiều sinh lực địch.
Sau 2 giờ bị lực lượng QGP tấn công chia cắt đội hình, tới tối chiến đoàn VNCH co cụm lại ở ba điểm nhưng không liên lạc với nhau được. Trung đoàn 1 QGP quyết định xốc lại lực lượng, chuẩn bị đánh đêm. Tiểu đoàn 45 QGP bí mật, bất ngờ, nhanh chóng tập kích tiêu diệt gọn tiểu đoàn 39 BĐQ ở Chóp Nón. Ở ấp Phước Lộc, tiểu đoàn 2/51 VNCH dựa vào các đường hào ấp chiến lược cũ chống trả quyết liệt, đến 4 giờ sáng 31/5, tiểu đoàn 40 QGP mới tiêu diệt được tiểu đoàn 2/51 VNCH. Cùng lúc đó, tiểu đoàn 60 GQP tập kích tiêu diệt đại bộ phận tiểu đoàn 3 TQLC ở cao điểm 47 đồi Mả Tổ. Đến 4 giờ 30 phút sáng 31/5, toàn bộ trận đánh kết thúc.
Sau 15 giờ chiến đấu, bằng nhiều hình thức chiến thuật linh hoạt, Quân Giải phóng đã tiêu diệt chiến đoàn hỗn hợp, đập tan cuộc hành quân cứu viện của Quân lực VNCH, diệt và làm bị thương 916  binh lính và sĩ quan (có 4 cố vấn Hoa Kỳ), bắt 65 tù binh, thu hơn 200 súng.

## Kết quả
Trong giai đoạn 1 của chiến dịch Ba Gia từ 28/5 đến 31/5/1965, trung đoàn 1 Quân Giải phóng phối hợp tác chiến chặt chẽ cùng các lực lượng địa phương đánh thiệt hại nặng 4 tiểu đoàn của Quân lực Việt Nam Cộng hòa. Đây là lần đầu tiên trên chiến trường miền Nam, bộ đội chủ lực Quân Giải phóng miền Nam phối hợp với bộ đội địa phương, dân quân du kích đánh bại một chiến đoàn - đơn vị ứng chiến lớn nhất (cấp trung đoàn) của Quân lực Việt Nam Cộng hòa lúc bấy giờ, góp phần phá sản chiến lược Chiến tranh đặc biệt của Hoa Kỳ.
Thừa thắng, từ ngày 1/6 đến 30/6/1965, trung đoàn 1 QGP đã phối hợp với các lực lượng tại chỗ hoạt động tác chiến, hỗ trợ quần chúng phá banh hàng chục ấp chiến lược, giải phóng 15.000 dân ở 5 xã Sơn Trung, Sơn Thành, Sơn Mỹ (quận Sơn Tịnh), Bình Khánh, Bình Kỳ (quận Bình Sơn).